# Lissocampus filum
Lissocampus filum és una espècie de peix de la família dels singnàtids i de l'ordre dels singnatiformes.

## Morfologia
- Els mascles poden assolir 10,7 cm de longitud total.[3][4]

## Reproducció
És ovovivípar i el mascle transporta els ous en una bossa ventral, la qual es troba a sota de la cua.

## Hàbitat
És un peix marí de clima temperat que viu fins als 6 m de fondària.

## Distribució geogràfica
Es troba a Nova Zelanda, incloent-hi les Illes Chatham.